# Terminalia uleana
Terminalia uleana là một loài thực vật có hoa trong họ Trâm bầu. Loài này được Engl. ex Alwan & Stace miêu tả khoa học đầu tiên năm 1989.